# Trebisacce
Trebisacce è un comune italiano di 8 595 abitanti della provincia di Cosenza.
Il territorio del comune confina con quelli di Albidona a nord ovest, di Plataci a sud ovest, e di Villapiana a sud, mentre ad est è limitato dal Mar Ionio. Il nucleo originario si adagia su un terrazzamento a 73 metri s.l.m. A breve distanza, Trebisacce Marina, nell'area geografica dell'Alto Ionio cosentino.

## Geografia fisica

### Clima
Il clima di Trebisacce risulta molto influenzato dalla natura morfologica della piana di Sibari e del massiccio del Pollino, che ripara il paese dai venti provenienti da nord e da est. Il riscaldamento è accentuato dal monte Mostarico, che impedisce la circolazione d'aria tra terraferma e mare. La catena della Sila fa da scudo per le correnti da sud-est e la penisola salentina riscalda l'aria proveniente dai Balcani. Un evento meteorologico di portata eccezionale è stata la mareggiata, che fra il 4 e il 6 dicembre 2008 e nella notte tra l'11 e il 12 dicembre ha provocato ingenti danni al manto stradale del Lungomare, agli stabilimenti balneari e ad alcuni edifici che si trovavano sul Lungomare con onde alte ben 4 metri.

#### Temperature
Le medie di temperatura registrate nel periodo dicembre 2005-novembre 2006:
| Mese      | media mensile | massima | minima |
| --------- | ------------- | ------- | ------ |
| gennaio   | 10°           | 13°     | 7°     |
| febbraio  | 11,5°         | 15°     | 8°     |
| marzo     | 13°           | 17°     | 9°     |
| aprile    | 17°           | 21°     | 13°    |
| maggio    | 25°           | 30°     | 20°    |
| giugno    | 26,5°         | 33°     | 20°    |
| luglio    | 32°           | 38°     | 24°    |
| agosto    | 30°           | 37°     | 23°    |
| settembre | 27°           | 30°     | 24°    |
| ottobre   | 21°           | 25°     | 17°    |
| novembre  | 19°           | 24°     | 14°    |
| dicembre  | 11°           | 14°     | 8 °    |

La temperatura media di questo periodo è stata di 18,8° di media, con 22,7° per le massime e 14.8° per le minime (bisogna considerare che il dato molto probabilmente sia sopra media la quale dovrebbe essere all'incirca sui 18° annui). L'escursione stagionale è intorno ai 39°. Le temperature difficilmente salgono d'estate sopra i 40° e difficilmente d'inverno scendono sotto i 3°.

#### Le precipitazioni
Le precipitazioni annue sono intorno ai 550 mm con una frequenza di 62 giorni. Per quanto riguarda le analisi mensili le precipitazioni sono concentrate nei mesi di novembre, dicembre e gennaio con una media intorno agli 80 mm con una frequenza di 8 giorni, mentre la zona secca si riscontra da giugno fino ad agosto con medie molto inferiori a 20 mm e con una frequenza attestasi su due giorni, la maggior parte di queste precipitazioni sono dovute alla morfologia del territorio cosicché si viene a creare il cosiddetto effetto stau.
Fiumare e torrenti
- Fiumara Saraceno, che separa il comune di Trebisacce da quello di Villapiana.
- Torrente Pagliara, dal quale prende il nome l'omonima frazione detta anche Bivio.

## Origini del nome
Il nome del paese deriva dal greco trapezakion, ossia "piccola tavola" quindi "tavoliere", riferendosi alle caratteristiche geografiche del territorio.

## Storia
La zona ha una lunga storia che risale all'epoca preistorica, come dimostrano i reperti archeologici risalenti al XII secolo a.C., trovati nella località di Broglio, che ospitava uno dei primi villaggi protostorici della Calabria. Alcuni identificano questa zona con l'antica Vicenumo, il cui nome deriva dal greco "trapezakion", che significa 'piccola tavola' o 'tavoliere', riferendosi all'altura su cui è stato costruito il centro abitato. Nel corso dei secoli, la zona è stata controllata da diverse famiglie nobiliari, tra cui i Sanseverino, i Castrocucco, i di Somma e i Giannini. Nel XVI secolo è stata attaccata dai turchi, ma successivamente è tornata sotto il controllo dei Castrocucco, per poi passare ai Campora nel XVII secolo e ai Petagna nel XVIII secolo. Nel XIX secolo, con il nuovo ordinamento amministrativo imposto dai francesi, è stata inclusa prima nel governo di San Lorenzo Bellizzi e poi trasferita nel circondario di Amendolara. Dopo l'unità d'Italia, la storia della zona si è intrecciata con quella del resto della penisola. Tra le testimonianze storiche e architettoniche più significative ci sono la chiesa parrocchiale di San Nicola di Mira, di origini bizantine, la cappella di San Giuseppe, un'antica chiesa rupestre, i resti della cinta muraria del XV secolo che circondava il centro storico e una torre di difesa costiera. Nell'ultimo cinquantennio Trebisacce ha raddoppiato la sua popolazione. Dagli anni '70 gode di uno sviluppo economico e commerciale continuo, che è aumentato ancor di più dagli anni '90 del XX secolo fino ad oggi, trasformando radicalmente la cittadina, da paese di pescatori fino a metà del '900 ad un attivo centro economico-commerciale-turistico della Costa Jonica, l'unico centro dell'Alto Jonio che raggiunge i 10 000 abitanti di popolazione. A Trebisacce vi era anche l'Ospedale "Guido Chidichimo", aperto negli anni ottanta, di riferimento per l'intera comunità Montana dell'Alto Ionio. Dal 2008 al 2012 è stato in atto un discusso ridimensionamento dell'ospedale, che è attualmente chiuso dal 31 marzo 2012 in vista di un suo futuro accorpamento nell'Ospedale della Sibaritide di Corigliano Calabro, in fase di progettazione.

### Storia sanitaria
Per secoli la costa ionica era stata affetta da un grave problema di paludismo e di conseguente malaria, sconfitta solo nella prima metà del XIX secolo.
Un residuo di tale situazione sanitaria ha lasciato una percentuale tra le più alte italiane di favismo.

### Simboli
Lo stemma e il gonfalone di Trebisacce sono stati concessi con decreto del presidente della Repubblica del 6 agosto 1988.
Il gonfalone municipale è un drappo troncato di azzurro e di giallo.

### Riconoscimenti
Dal 2015 Trebisacce è Bandiera Blu delle Spiagge, riconoscimento europeo assegnato dalla FEE e dal 2018 Trebisacce risulta essere l'unico comune calabrese ad aver ottenuto il riconoscimento di Spighe Verdi dalla FEE.
Dal 2025 la città di Trebisacce è aggregata all'associazione "I borghi più belli d'Italia" dell'ANCI.

## Società

### Evoluzione demografica
Evoluzione demografica

### Dialetto
Il dialetto locale appartiene al dialetto calabro-lucano, e più precisamente all'area Lausberg, un'area linguistica estremamente conservativa studiata appunto dal glottologo tedesco Heinrich Lausberg.
Quest'area rappresenta delle analogie dialettali con il sardo, avendo avuto una latinizzazione tardiva, per il persistere della lingua greca, a causa della sua collocazione in una zona di rilievi tra le piane di Sibari e di Metaponto. L'influsso linguistico del greco si rafforzò in seguito al dominio bizantino nell'alto medioevo. La latinizzazione tardiva comportò inoltre la conservazione di elementi latini in quantità molto maggiori rispetto agli altri dialetti romanzi.
Altri influssi furono dovuti alle successive dominazioni storiche (lingua siciliana con diversi prestiti linguistici dal franco-normanno all'epoca di Federico II e lingua napoletana, in seguito all'appartenenza al regno di Napoli a partire dall'epoca angioina). Il dialetto locale subì quindi importanti modifiche, modificando radicalmente la grammatica e avvicinandosi maggiormente alla famiglia dei dialetti napoletani piuttosto che a quella siciliana e aggiungendo nuovi vocaboli, tra cui molti prestiti linguistici catalani e castigliani dovuti sempre a motivazioni storiche. Alcuni vocaboli arabi provengono dalle incursioni dei pirati saraceni lungo la costa: da essi deriva il nome alla fiumara maggiore del paese (il "Saraceno").

## Cultura

### Istruzione

#### Scuole
- 3 scuole materne
- 2 scuole elementari
- 1 scuole medie "Corrado Alvaro"
- 1 liceo classico, scientifico, linguistico e scienze umane "Galileo Galilei"
- 1 istituto tecnico ITS "G. Filangieri" ( Commerciale - Geometri - Programmatori - Turismo- Agrario- Grafica e comunicazione)
- 1 Istituto professionale Industria e Ristorazione

### Cucina
Tra i prodotti tipici si annoverano la sardella (in dialetto trebisaccese "sardicella" o "nuda" o "nudicella" o "rosamarina") e le specialità marinare a base di pesce azzurro locale. Da non dimenticare il "Biondo Tardivo": una specialità di arance tipica di Trebisacce, al quale è dedicata una festa nei primi giorni di giugno volta alla promozione di questo tipico prodotto locale.

## Amministrazione

### Gemellaggi
- Villa María

## Sport

### Calcio
Da sempre a Trebisacce il calcio ha appassionato la sua popolazione. Gli anni più gloriosi per la compagine jonica furono a cavallo tra gli anni 70 e 80 quando la SS Trebisacce riuscì a centrare la promozione in serie D (quarta serie). Conseguenza di questo risultato fu la costruzione del nuovo stadio comunale "Giuseppe Amerise" sito in contrada Rovitti, alla periferia nord della cittadina, che sostituì di fatto il centralissimo e glorioso campo sportivo "Alfredo Lutri". L'attuale stadio, a partire dal 19 marzo del 2018, è interessato da interventi di restyling.
Dopo anni di declino e di risultati altalenanti, il calcio tornato alla ribalta grazie alla principale squadra di calcio della città: l'A.S.D. Trebisacce (nata nel 1999 come Arsenal Trebisacce, nome mantenuto fino al 2013) milita nel campionato calabrese di Eccellenza. I colori sociali sono il giallo ed il rosso, il simbolo è il delfino e la società vanta un settore giovanile riconosciuto dalla F.I.G.C. con oltre 150 tesserati.
Il 13 aprile 2011 ha conquistato per la prima volta nella sua storia (dato da verificare) la Coppa Calabria, battendo in finale allo Stadio "Rocco Riga" di Lamezia Terme il Polistena per 3-0.
Retrocessa nel 2020, rimarrà in Promozione per due stagioni e dalla 2022-23, dopo un’altra retrocessione, militerà in Prima categoria.
Il 27 gennaio 2025 l' A.S.D. Trebisacce è stato matematicamente promosso nel campionato d'Eccellenza terminando al primo posto nel girone con la vittoria contro il Cassano Sybaris

### Altre realtà sportive
- USALT (Unione Sportiva Atletica Leggera Trebisacce);
- Gruppo Sportivo Ciclistico Trebisacce (squadra ciclistica dilettante);
- ASD Volley Trebisacce (Prima Divisione Provinciale Femminile FIPAV).
- ASD Nova Volley Trebisacce:

fondata nel novembre 2018 partecipa inizialmente al campionato provinciale misto USAcli nella stagione sportiva 2018/2019, arrivando prima nel girone e perdendo poi in semifinale. Dalla stagione sportiva 2019/20 la società è affiliata FIPAV partecipando al campionato provinciale di II Divisione Femminile. 
Colori sociali: Nero/Giallo
Disputa gli incontri casalinghi presso il Palazzetto dello Sport di Trebisacce sito in contrada Rovitti